# فلاديسلاف دوكيتش
فلاديسلاف دوكيتش (بالصربية: Владислав Ђукић)‏ هو لاعب كرة قدم ومدرب كرة قدم صربي في مركز الهجوم، ولد في 7 أبريل 1962 في فرنياتشكا بانيا في صربيا. شارك مع منتخب يوغوسلافيا لكرة القدم. أما مع النوادي، فقد لعب مع نابريداك كروشيفاتس ونادي بارتيزان ونادي بريشتينا ونادي تشيزينا.

## وصلات خارجية
- فلاديسلاف دوكيتش على موقع الاتحاد الدولي (مؤرشف)  (الإنجليزية)
- فلاديسلاف دوكيتش على موقع قاعدة بيانات كرة القدم.إي يو (الإنجليزية)
- فلاديسلاف دوكيتش على موقع ناشيونال فوتبول تيمز (الإنجليزية)
- فلاديسلاف دوكيتش على موقع عالم كرة القدم.نت (الإنجليزية)
- فلاديسلاف دوكيتش على موقع أوليمبيديا (الإنجليزية)